# Kalköfen Horst

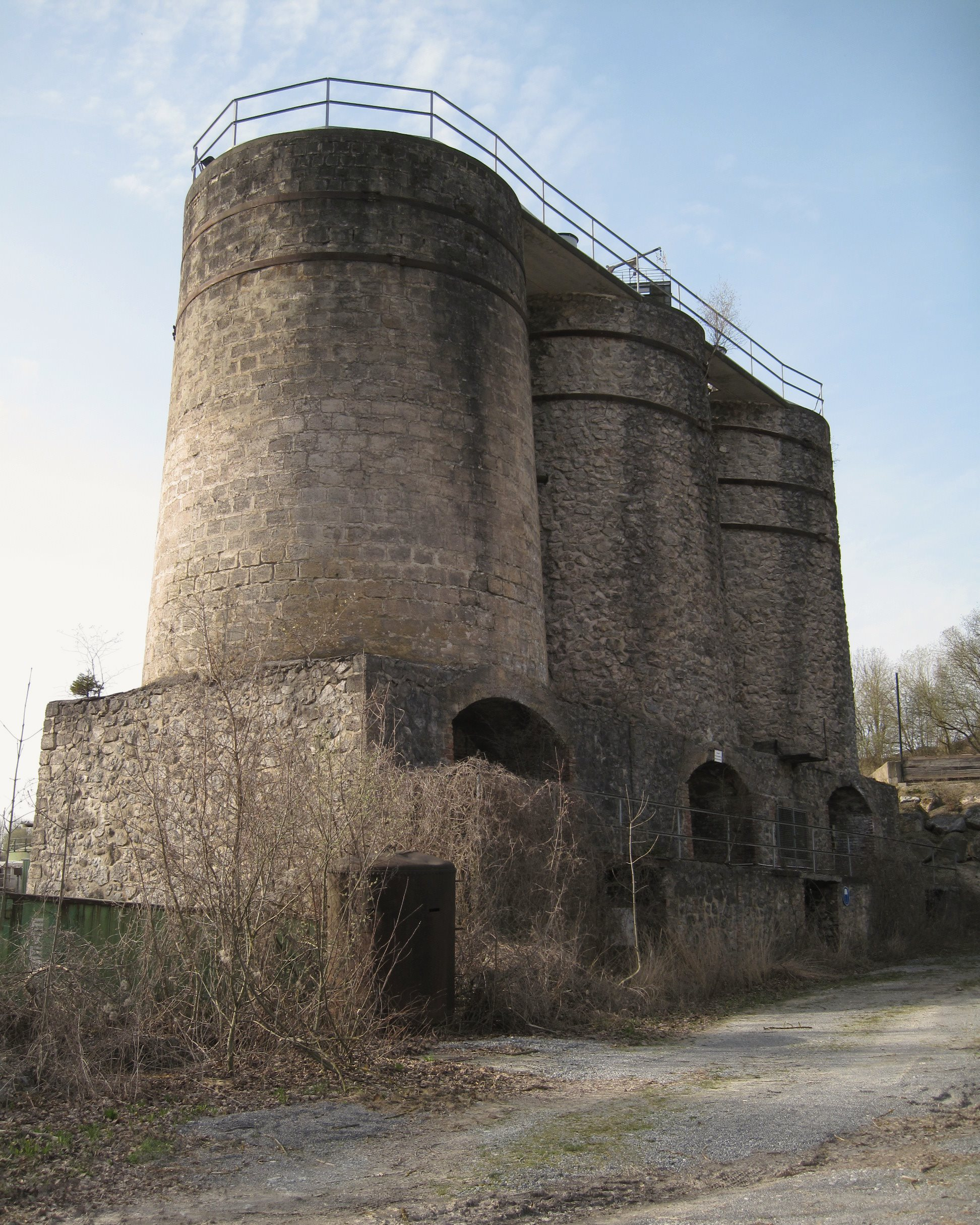
Kalköfen Horst

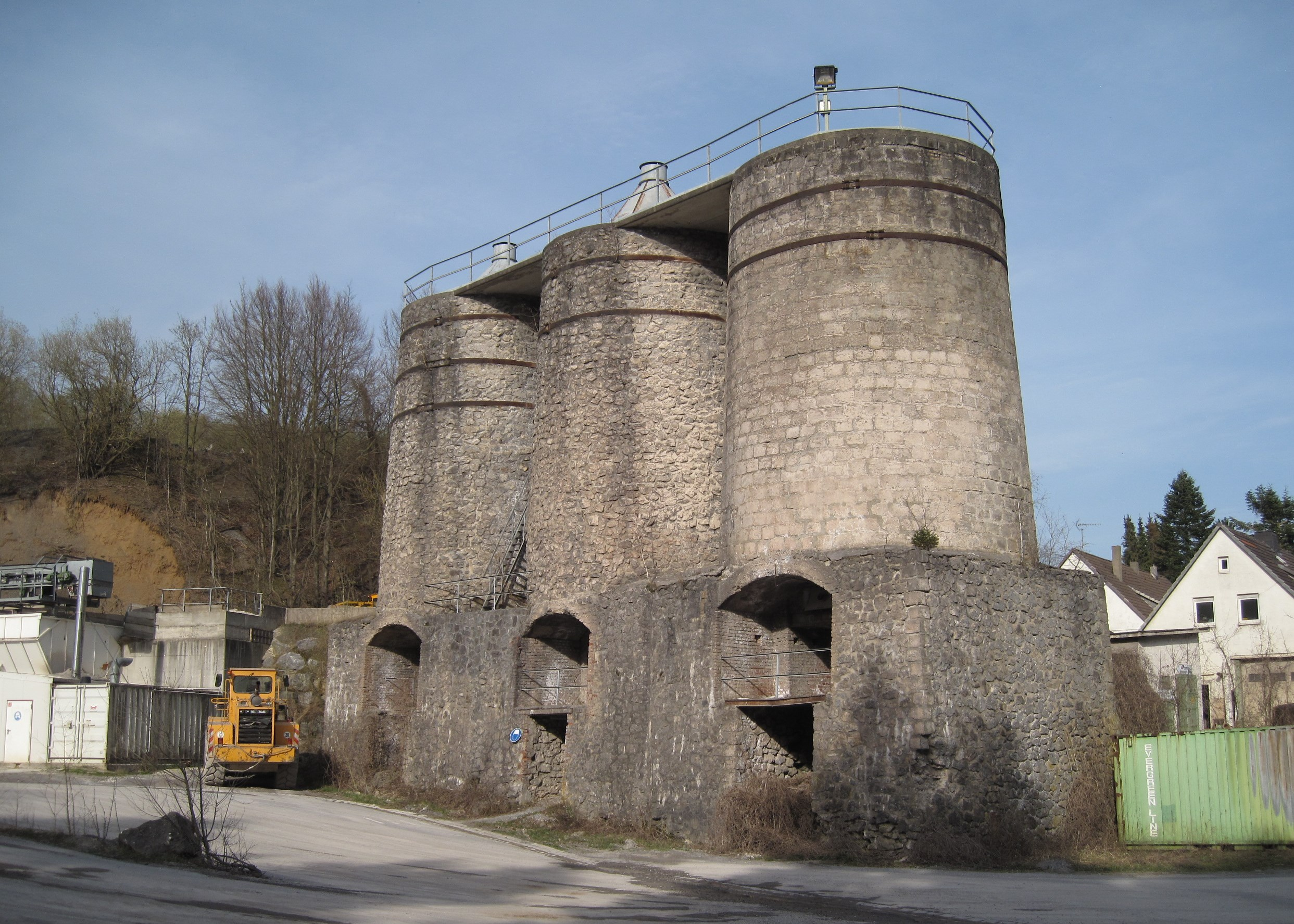
Kalköfen Horst

Die Kalköfen Horst im Balver Ortsteil Eisborn sind ein Industriedenkmal aus dem Frühstadium der Kalkindustrie im Hönnetal.

## Geschichte
Die beiden ersten Kalköfen auf dem Gelände des Kalkwerkes Horst, damals Kalkschachtofen von Friedrich Thiemann aus Balve in der Horst, wurden im Jahr 1929 errichtet, der dritte entstand im darauf folgenden Jahr. Bis in die 1960er-Jahre waren die Öfen in Betrieb.
Das Kalkwerk war damals über die heutige Hönnetalbahn an das Schienennetz angeschlossen. Am Binolener Bahnhof befinden sich noch das Anschlussgleis und Betongerüste der Kalkverladungsstelle.
Die restaurierten Kalköfen Horst wurden 1984 unter Denkmalschutz gestellt.
Im angrenzenden Steinbruch wird heute noch Kalkstein gebrochen und unter anderem im Kalkwerk Hönnetal verarbeitet.

## Beschreibung
Die beiden zuerst errichteten runden Öfen bestehen aus Bruchsteinmauerwerk, der dritte aus Zementbetonformstein. Sie sind jeder 13 Meter hoch und miteinander verbunden. Der Durchmesser eines jeden Ofens beträgt im unteren Bereich acht Meter, im oberen Bereich sechs Meter. Die eigentlichen Brennräume haben eine Höhe von zehn Metern bei drei Metern Durchmesser. Die Gichtbühne, von der aus die Öfen befüllt werden, ist über eine zweizügige Holztreppe erreichbar. Zum Schutz der Arbeiter gab es anfangs auf der Bühne auch eine Schutzhütte.
Das Bruchsteinmauerwerk bzw. die Zementbetonformsteine haben im äußeren Bereich eine Stärke von 100 bis 180 Zentimetern. Nach innen folgt das Dauerfutter mit einer 24 Zentimeter starken Ziegelsteinschicht, einer mit Sand gefüllten zehn Zentimeter starken Dehnfuge und wiederum einer Ziegelsteinschicht von 12 Zentimetern. Die letzte Schicht bildet ein 24 Zentimeter starkes Mauerwerk aus feuerfesten Schamottesteinen.